# Khairul Idham Pawi
Khairul Idham Pawi, né le 20 septembre 1998 à Kampung Gajah est un pilote de vitesse moto malaisien. Après une 6e place au championnat CEV 2015 il est enrôlé au Team Asia en Moto3 dirigé par Tadayuki Okada. Il réalisa l'exploit au Grand Prix d'Argentine puisqu'il colla à ses compères 3 secondes par tour sous un temps pluvieux. Il gagna le GP et avoua qu'il n'a même pas utilisé de pneu pluie durant la course. Lors du GoPro Motorrad Grand Prix Deutschland couru quelques semaines plus tard, il fit le même résultat dans des conditions similaires avec en prime quelques « chaleurs » et un tout droit dans le bac à gravier. Cependant il est encore trop irrégulier sur les pistes sèches et cela ne le permet pas encore d'être un pilote top niveau.

## Palmarès

### Victoire en Moto3: 2
| Année | Lieu du Grand Prix | Circuit                       | Ville                |
| ----- | ------------------ | ----------------------------- | -------------------- |
| 2016  | Argentine          | Autódromo Termas de Río Hondo | Santiago del Estero  |
| 2016  | Allemagne          | Circuit du Sachenring         | Hohenstein-Ernstthal |

## Statistiques

### Par saison
(Mise à jour après le  Grand Prix moto de la Communauté valencienne 2017)
| Sais  | Cat.  | Moto  | Course | Vict | Pod | Pole | M.tour | Pts | Class | Titre |
| ----- | ----- | ----- | ------ | ---- | --- | ---- | ------ | --- | ----- | ----- |
| 2015  | Moto3 | Honda | 1      | 0    | 0   | 0    | 0      | 0   | NC    | -     |
| 2016  | Moto3 | Honda | 18     | 2    | 2   | 0    | 1      | 62  | 19e   | -     |
| 2017  | Moto2 | Kalex | 18     | 0    | 0   | 0    | 0      | 10  | 27e   | -     |
| Total |       |       | 37     | 2    | 2   | 0    | 1      | 72  |       |       |

### Statistiques par catégorie
(Mise à jour après le  Grand Prix moto de la Communauté valencienne 2017)
| Catégorie | Année     | 1er GP   | 1er Podium | 1re Victoire | Courses | Victoires | Podiums | Pole | M.tours¹ | Points | Titres |
| --------- | --------- | -------- | ---------- | ------------ | ------- | --------- | ------- | ---- | -------- | ------ | ------ |
| Moto3     | 2015-2016 | ARA 2015 | ARG 2016   | ARG 2016     | 19      | 2         | 2       | 0    | 1        | 62     | 0      |
| Moto2     | 2017-     | QAT 2017 |            |              | 18      | 0         | 0       | 0    | 0        | 10     | 0      |
| Total     | 2015-     |          |            |              | 37      | 2         | 2       | 0    | 1        | 72     | 0      |

### Résultats détaillés
(Les courses en gras indiquent une pole position; les courses en italique indiquent un meilleur tour en course)
| Année | Cat.  | Moto  | 1      | 2      | 3      | 4       | 5      | 6       | 7       | 8       | 9      | 10     | 11      | 12     | 13     | 14      | 15     | 16      | 17      | 18     | Classement | Points |
| ----- | ----- | ----- | ------ | ------ | ------ | ------- | ------ | ------- | ------- | ------- | ------ | ------ | ------- | ------ | ------ | ------- | ------ | ------- | ------- | ------ | ---------- | ------ |
| 2015  | Moto3 | Honda | QAT    | AME    | ARG    | SPA     | FRA    | ITA     | CAT     | NED     | GER    | IND    | CZE     | GBR    | RSM    | ARA 25  | JAP    | AUS     | MAL     | VAL    | NC         | 0      |
| 2016  | Moto3 | Honda | QAT 22 | ARG 1  | AME 20 | SPA 14  | FRA 14 | ITA Ab. | CAT Ab. | NED Ab. | GER 1  | AUT 27 | CZE Ab. | GBR 22 | RSM 22 | ARA 22  | JAP 19 | AUS Ab. | MAL 8   | VAL 25 | 19e        | 62     |
| 2017  | Moto2 | Kalex | QAT 28 | ARG 24 | AME 25 | SPA Ab. | FRA 22 | ITA 26  | CAT 25  | NED 26  | GER 20 | CZE 14 | AUT 17  | GBR 28 | RSM 8  | ARA Ab. | JAP 23 | AUS 21  | MAL Ab. | VAL 25 | 27e        | 10     |